# Christophe Berdos
Christophe Berdos (* 17. April 1970 in Tarbes) ist ein professioneller französischer Rugby-Union-Schiedsrichter. Er leitet Spiele in den französischen Ligen und im Auftrag von World Rugby auch internationale Begegnungen.
Als Schiedsrichter ist Berdos seit 1988 tätig, auf höchster nationaler Stufe seit dem Jahr 2000. Sein internationales Debüt hatte er 2003 bei der U-19-Weltmeisterschaft. Den ersten Test Match leitete er 2006 zwischen Tonga und Samoa. Bei der Weltmeisterschaft 2007 in Frankreich kam er in fünf Gruppenspielen zum Einsatz, in einem weiteren Spiel als Videoschiedsrichter. Als Hauptschiedsrichter in einem wichtigen internationalen Turnier war er erstmals beim Six Nations 2008 tätig, im Spiel zwischen Irland und Schottland.
Die Ligue nationale de rugby, die für den Spielbetrieb der beiden höchsten französischen Ligen zuständig ist, zeichnete Berdos 2008, 2009 und 2010 als Schiedsrichter des Jahres aus. 2009 nahm er an einem Austauschprogramm teil und leitete zwei Spiele in der Guinness Premiership, der höchsten englischen Liga. 2010 leitete er erstmals das Finalspiel der französischen Meisterschaft Top 14. Bis zum Ende der Saison 2011/12 war Berdos Hauptschiedsrichter in 150 französischen Erstliga-Meisterschaftsspielen, in 50 Begegnungen des Heineken Cup und in 20 Spielen des European Challenge Cup, hinzu kommen 40 Länderspiele.